# Пятилетка (Ауструмский сельсовет)
Пятиле́тка (баш. Пятилетка) — деревня в Иглинском районе Республики Башкортостан Российской Федерации. Входит в состав Ауструмского сельсовета.

## География

### Географическое положение
Находится на левом берегу реки Сим.
Расстояние до:
- районного центра (Иглино): 50 км,
- центра сельсовета (Ауструм): 14 км,
- ближайшей ж/д станции (Тавтиманово): 26 км.

## Население
| 2002 | 2009 | 2010 |
| ---- | ---- | ---- |
| 283  | ↘246 | ↘238 |

### Национальный состав
Согласно переписи 2002 года, преобладающие национальности — белорусы (43 %), башкиры (26 %).